# Microcebus gerpi
Microcebus gerpi — вид лемуровидих приматів.

## Етимологія
GERP = Groupe d'Étude et de Recherche sur les Primates de Madagascar - Група вивчення приматів Мадагаскару.

## Опис
Мікроцебус середнього чи великого розміру, з вагою близько 68 гр.
Спинне хутро сіро-коричневе, в той час як живіт від світло-сірого до кремово-білого кольору. Голова має червонуватий колір, з темними колами навколо очей й важливою характеристикою є біла смуга на носі. Вуха мають темно-сірі краї. Хвіст, завдовжки близько 14,5 см, покритий товстим шаром сіро-коричневого кольору. Долоні рук і ніг, голі, рожеві.

## Середовище проживання
Країни проживання: Мадагаскар. Цей вид живе в низовинних первинних і вторинних дощових лісах, між 29-230 м над рівнем моря.

## Загрози та охорона
На вид полюють. Цей вид знаходиться під загрозою дуже високими темпами втрати місць проживання і деградації в східних рівнинних тропічних лісах Мадагаскару від нестійких методів ведення сільського господарства, лісозаготівлі й полювання. Вид не відомий у захищених областях.